# Вулиця Кочегарська (Львів)
Вулиця Кочегарська — вулиця у Залізничному районі Львова на Левандівці. Сполучає вулиці Таллінську та Широку. Нумерація будинків ведеться від вулиці Таллінської. Вулиця частково забрукована, але у більшій частині має ґрунтове покриття, хідники відсутні.
Вулиця утворилася наприкінці XIX століття в межах підміського села Левандівка. Через своє розташування, 1871 року отримала назву — вулиця Підколійова. Під час німецької окупації, у 1943—1944 роках — Ґлоріяґассе. У липні 1944 року перейменована на вулицю Підколійну. Сучасна назва — вулиця Кочегарська, від 1950 року.
Забудова вулиці Кочегарської — одноповерховий конструктивізм 1930-х, одно-, дво- та триповерхова житлова 2000-х років.